# العرجين الغربية (عبس)

تعديل مصدري - تعديل

العرجين الغربية هي إحدى قرى عزلة الوسط بمديرية عبس التابعة لمحافظة حجة، بلغ تعداد سكانها 371 نسمة حسب تعداد اليمن لعام 2004.